# США на зимових Олімпійських іграх 2018
США на зимових Олімпійських іграх 2018, що проходили з 9 по 25 лютого 2018 у Пхьончхані (Південна Корея), були представлені 242 спортсменами в 15 видах спорту.

## Медалісти
| Медалі          | Спортсмени | Вид спорту              | Дисципліна                 | Дата          |  |
| --------------- | --- | ----------------------- | -------------------------- | ------------- |  |
| Золото          | Редмонд Джерард | Сноубординг             | слоупстайл (чоловіки)      | 11 лютого     |  |
| Золото          | Джеймі Луїз Андерсон | Сноубординг             | слоупстайл (жінки)         | 12 лютого     |  |
| Золото          | Клое Кім | Сноубординг             | хафпайп (жінки)            | 13 лютого     |  |
| Золото          | Шон Вайт | Сноубординг             | хафпайп (чоловіки)         | 14 лютого     |  |
| Золото          | Мікейла Шиффрін | Гірськолижний спорт     | гігантський слалом (жінки) | 15 лютого     |  |
| Золото          | Кіккан Рендолл Джессіка Діггінс | Лижні перегони          | командний спринт (жінки)   | 21 лютого     |  |
| Золото          | Жіноча збірна США з хокею \| Кайла Барнс \| \| Нікол Генслі \| \| Келлі Пеннекк \| \| \| Кейсі Белламі \| \| Меган Келлер \| \| Аманда Пелкі \| \| \| Ганна Брандт \| \| Аманда Кессел \| \| Емілі Пфалцер \| \| \| Кендол Койн \| \| Гіларі Найт \| \| Алекс Рігсбі \| \| \| Дені Камеранезі \| \| Жослін Ламур'є-Девідсон \| \| Мадді Руні \| \| \| Браянна Декер \| \| Монік Ламур'є-Морандо \| \| Гейлі Скарупа \| \| \| Меган Дугган \| \| Джиджі Марвін \| \| Лі Стеклейн \| \| \| Кейлі Фланаган \| \| Сідні Морін \| \| \| \| | Хокей                   | жіночий турнір             | 22 лютого     |  |
| Золото          | Девід Вайз | Фристайл                | хафпайп (чоловіки)         | 22 лютого     |  |
| Золото          | Джон Шустер Тайлер Джордж Метт Гамільтон Джон Лендстейнер Джо Поло | Керлінг                 | чоловіки                   | 24 лютого     |  |
| Срібло          | Кріс Маздзер | Санний спорт            | одиночні сани (чоловіки)   | 11 лютого     |  |
| Срібло          | Джон-Генрі Крюгер | Шорт-трек               | 1000 метрів (чоловіки)     | 17 лютого     |  |
| Срібло          | Нік Геппер | Фристайл                | слоупстайл (чоловіки)      | 18 лютого     |  |
| Срібло          | Елана Меєрс Тейлор Лорен Гіббс | Бобслей                 | двійки (жінки)             | 22 лютого     |  |
| Срібло          | Мікейла Шиффрін | Гірськолижний спорт     | комбінація (жінки)         | 22 лютого     |  |
| Срібло          | Алекс Феррейра | Фристайл                | хафпайп (чоловіки)         | 22 лютого     |  |
| Срібло          | Джеймі Луїз Андерсон | Сноубординг             | біг-ейр (жінки)            | 22 лютого     |  |
| Срібло          | Кайл Мек | Сноубординг             | біг-ейр (чоловіки)         | 24 лютого     |  |
| Бронза          | Збірна США Натан Чен Алекса Шимека Кнірім Кріс Кнірім Мірай Нагасу Адам Ріппон Алекс Шибутані Майя Шибутані Брейді Теннелл | Фігурне катання         | командні змагання          | 12 лютого     |  |
| Бронза          | Аріелл Гоулд | Сноубординг             | хафпайп (жінки)            | 13 лютого     |  |
| Бронза          | Алекс Шибутані Майя Шибутані | Фігурне катання         | танці на льоду             | 20 лютого     |  |
| Бронза          | Бріта Сігурні | Фристайл                | хафпайп (жінки)            | 20 лютого     |  |
| Бронза          | Ліндсі Вонн | Гірськолижний спорт     | швидкісний спуск (жінки)   | 21 лютого     |  |
| Бронза          | Гезер Бергсма Бріттані Боу Мія Манганелло Карлейн Схаутенс | Ковзанярський спорт     | командна гонка (жінки)     | 21 лютого     |  |
| Кайла Барнс     | | Нікол Генслі            |                            | Келлі Пеннекк |  |
| Кейсі Белламі   | | Меган Келлер            |                            | Аманда Пелкі  |  |
| Ганна Брандт    | | Аманда Кессел           |                            | Емілі Пфалцер |  |
| Кендол Койн     | | Гіларі Найт             |                            | Алекс Рігсбі  |  |
| Дені Камеранезі | | Жослін Ламур'є-Девідсон |                            | Мадді Руні    |  |
| Браянна Декер   | | Монік Ламур'є-Морандо   |                            | Гейлі Скарупа |  |
| Меган Дугган    | | Джиджі Марвін           |                            | Лі Стеклейн   |  |
| Кейлі Фланаган  | | Сідні Морін             |                            |               |  |

## Спортсмени
| Вид спорту      | Чоловіки | Жінки | Всього |
| --------------- | -------- | ----- | ------ |
| Біатлон         | 5        | 5     | 10     |
| Керлінг         | 5        | 5     | 10*    |
| Фігурне катання | 7        | 7     | 14     |
| Хокей           | 25       | 23    | 48     |
| Санний спорт    | 7        | 3     | 10     |
| Шорт-трек       | 5        | 3     | 8      |
| Усього          | 55       | 47    | 102    |

*США кваліфікувались на 12 місць у керлінгу, однак два спортсмени будуть змагатись і у четвірках, і в змішаних двійках